# Parque nacional General Juan Pablo Peñaloza
El Parque nacional General Juan Pablo Peñaloza es un parque nacional de Venezuela que está formado por varios páramos: Entre ellos Batallón, La Negra, El Zumbador, Las Coloradas (Cerro Colorado), entre otros; los cuales son una importante fuente de abastecimiento de aguas. Está localizado entre los estados Mérida y Táchira, al noroeste de la depresión del Táchira en Venezuela. 
Cabe destacar que aquí nacen los ríos Uribante, Escalante, La Grita, Mocotíes, El Molino, Torbes, Orope, Umuquena, Bobo, Pereño, Quebrada Grande y las aguas que alimentan el complejo hidroeléctrico Uribante-Caparo.

## Relieve
Es un conjunto de cadenas montañosas con elevaciones que van de los 1800 hasta los 3942 m s. n. m. en la cumbre de su pico El Púlpito, el más alto del estado Táchira, además de más de 130 lagunas periglaciares de diversos tamaños. El parque tiene un relieve muy accidentado, con pendientes pronunciadas donde en algunos sectores se observa el paso de los glaciares. Entre sus lagunas más grandes se encuentran la laguna Blanca, la laguna de RIO BOBO o BABU, la grande, las verdes, las negras, hoyada grande, la piedra, etc. Entre muchas otras sin catalogar de forma oficial.

## Flora y Fauna
Existen variadas zonas de vida vegetal como los bosques montañosos bajos, bosques húmedos montanos, bosques muy húmedos montanos, bosques pluviales montanos y páramo pluvial subandino. En los páramos abunda el frailejón palito, quitasol, saisai y birabirón de páramo. Un poco más abajo se observa el pino aparrado, palo de hierro, entre otros. La fauna es variada con presencia del oso frontino, tapir o danta de montaña, ardilla, lapa andina paramera, puerco espín y guache paramero, que es una especie endémica de los Andes. Se observan patos y decenas de aves que pululan la zona, además de arañas y cientos de insectos. Aunado a la presencia de varios tipos de ganado y caballos que se escaparon de fincas aledañas y sobreviven en el lugar
Dentro del parque se encuentran al menos 2 especies endémica de mariposas braquípteras (Redonda bordoni Viloria & Pyrcz, 2003 y Redonda lathraia Viloria & Camacho, 2015).